# باولو أتوري
باولو أوتوري دي ميللو هو مدرب كرة قدم برازيلي،ولد في 1956 في مدينة ريو دي جانيرو البرازيلية.

## فرق قام بتدريبها

### البرتغال
- ناسيونال دي مديرا
- فيتوريا
- مارتيمو
- بنفيكا

### البرازيل
- فلامنجو
- بوتافوجو
- كروزيرو
- سانتوس
- ساوباولو
- النادي الوطني

### بيرو
- اليانز ليما
- سبورتينج كريستال

### اليابان
- كاشيما انتلرز

### قطر
- نادي الريان

## منتخبات قام بتدريبها
- منتخب بيرو الوطني
- منتخب  قطر الأولمبي

## الالقاب التي حصدها
- كأس العالم للأندية(ساوبالو البرازيلي)
- كأس ليبرتادوريس (ساوباولو البرازيلي)
- كأس بيرو (سبورتينغ كريستال البيروفي)
- الدوري المحلي (بوتافوغو البرازيلي)
- كأس ليبرتادوريس، كأس بيرو (اليانز ليما البيروفي)
- كاس أمير قطر مرتين (الريان القطري)

### معلومات أخرى
اختاره الإتحاد الدولي لكرة القدم «الفيفا» ضمن أفضل عشر مدربي على مستوى العالم سنة 2007م.

## وصلات خارجية
- باولو أتوري على موقع قاعدة بيانات كرة القدم.إي يو (الإنجليزية)
- باولو أتوري على موقع Soccerway.com (الإنجليزية)
- باولو أتوري على موقع عالم كرة القدم.نت (الإنجليزية)

- Técnico Paulo Autuori (Paulo Autuori) – Futpédia